# 懲戒処分
懲戒処分（ちょうかいしょぶん）とは、一定組織内において秩序維持のために科せられる制裁や、特別の監督関係または身分関係にある者に対し一定の義務違反を理由として科する制裁をいう。寛大な懲戒処分である順に、戒告（譴責・口頭注意）、減給、出勤停止（停職）、降格、諭旨解雇（諭旨退職）、懲戒解雇である。

## 民間企業における懲戒処分
処置の例 
- 始末書の提出
- 注意・戒告・譴責
- 一時的減給
- 降格・降職
- 懲戒解雇
- 出勤停止
- 諭旨解雇

### 民間企業における懲戒手続
民間企業において使用者が懲戒を行うためには、あらかじめ就業規則にその種類・程度を記載し、当該就業規則に定める手続を経て行わなければならない（労働基準法第89条）。また就業規則は労働者に周知させておかなければならない（労働基準法第106条）。これらの手続に瑕疵があると、たとえ労働者に懲戒に該当するような非行があったとしても、処分自体が無効とされることもありうる。
労働法には、平等取扱原則というものがあり、同じ規定につき同じ程度に違反した場合、前例通りの懲戒を行わなければならないとされる。そのため、黙認して懲戒を行っていなかった場合は、事前に十分な警告「次にやったら、このレベルの懲戒を行う」などの説明を必要とする。
組織には、所属人員が安全に作業を行えるようにする安全配慮義務がある。懲戒となる行動の原因が、パワーハラスメント、セクシャルハラスメント、職場いじめ、暴言や悪口を含むモラルハラスメントなど他社員の行動の結果のような組織環境による場合、懲戒は無効となり、精神疾患などが起こる前に配置換えなどの対応を怠った組織側に法的な処置が行われる場合がある。

### 民間企業における懲戒事由および処分の内容
懲戒制度をどのようなものにするかは公序良俗に反しない限り各企業の任意であるが（民法第90条）、使用者が労働者を懲戒することができる場合において、当該懲戒が、当該懲戒に係る労働者の行為を性質及び態様その他の事情に照らして、客観的に合理的な理由を欠き、社会通念上相当であると認められない場合は、その権利を濫用したものとして、当該懲戒は無効となる（労働契約法第15条）。
特に裁判例では手続の適正が重視される傾向にあり、労働者の行為と懲戒との釣り合い（平等取り扱いの原則）、社会通念上の相当性、事前弁明の機会の付与などを要件としていることが多い。さらに、刑事犯罪等に該当しない場合には、事前の指導や注意、警告、段階的懲戒も必要とされることが多い。
一般的に見られる懲戒事由としては、犯罪行為、職場規律違反、経歴詐称、業務命令違反、機密漏洩・営業上の秘密漏洩、背信行為（競業避止義務・職務専念義務違反）などがあり、これに対する懲戒処分としては、戒告、譴責、減給、停職、諭旨解雇、懲戒解雇などがある。公務員と違って懲戒免職ではなく懲戒解雇と呼ばれる。また、停職を「出勤停止」と読み替える会社もある。
就業規則で、労働者に対して減給の制裁を定める場合においては、その減給は、1回の額が平均賃金の1日分の半額を超えてはならず、また、総額が1賃金支払い期における賃金の総額の10分の1を超えてはならない（労働基準法第91条）。賞与から減額する場合も同様である。
ただし実際には、企業は従業員の長期的キャリアを重視して、服務規律の違反があっても他の事実上ないし人事上の手段（上司による叱責、査定上の不利益、左遷、昇進取りやめ等）による処理を旨とし、懲戒処分の発動は、非行の性質・程度が重大なケースないしは企業秩序への挑戦の性格の濃いケースに限る傾向にある。このような実態を反映して、労働基準法において就業規則に関係する条文数は少ない。

## 公務員の懲戒処分
公務員における懲戒処分とは、職員に非違行為があったとき、その職員に対する制裁としてなされる処分をいい、国家公務員法第82条、自衛隊法第46条、外務公務員法第3条、国会職員法第28条 - 第32条、地方公務員法第29条、裁判所職員臨時措置法に規定がある。
職員は、法律で定める事由による場合でなければ、懲戒処分を受けることはない。任命権者は非違の程度や情状によって懲戒処分の内容を決定し、処分の選択については任命権者の裁量に委ねられている。なお、一の非違行為に対して二種類以上の懲戒処分を重ねて課することはできない。また、公務員における懲戒処分については、国家公務員は人事院規則で、地方公務員は地方公共団体ごとに条例で、その詳細が定められており、その実施にあっては、通常、その旨を記した書面を交付して行うよう規定している。

### 懲戒事由
1. 国家公務員法若しくは国家公務員倫理法又はこれらの法律に基づく命令に違反した場合（国家公務員）
2. 地方公務員法若しくは同法第57条に規定する特例を定めた法律又はこれに基く条例、地方公共団体の規則若しくは地方公共団体の機関の定める規程に違反した場合（地方公務員）
3. 職務上の義務に違反し、又は職務を怠つた場合（両者共通）
4. 国民全体の奉仕者たるにふさわしくない非行のあった場合（両者共通）

### 懲戒処分の種類
公務員における懲戒処分は次のものがあり、法律上の処分は戒告までである。なお、降任は防衛省の特別の機関である自衛隊の自衛隊法にその規定がある。
- 免職 - 職員の意に反してその職を失わせる処分をいう。
- 停職 - 一定期間、職務に従事させない処分をいう。
- 減給 - 職員に対する制裁として一定期間、職員の給与の一定割合を減額して支給する処分をいう。
- 戒告（譴責：けんせき） - 職員の非違行為の責任を確認し、その将来を戒める処分をいう。

このほか、懲戒処分に至らないが不問に付することが適当でない場合として、軽微な処分として訓告その他の矯正措置を行うことがある。省庁により異なるが、一般には次の3つが知られる。なお、これらは懲戒処分ではないが、勤勉手当の扱いにおいて減額の対象となる。
- 訓告（訓諭・訓戒）
- 厳重注意　※官庁により、厳重注意が三回累積すると訓告一回分相当の不利益とする懲罰としての意味合いが込められている。
- 口頭注意（単に「注意」と表現される場合もある）　※官庁により、口頭注意が人事評価に反映されることもある。

### 懲戒処分と刑罰
日本国憲法第39条に定める二重の処罰を禁止する規定との関係から、懲戒処分と刑罰を併せて科すことができるかが問題となる。この点について、懲戒処分は任命権者の懲戒権に基づく行政処分であり、国家の一般的統治権に基づき、公共の秩序維持のために科する刑罰とは目的を異にしているため、懲戒処分と刑罰を併課することは差し支えないとされる。
このことは、国家公務員一般職、国会職員および裁判所職員については国家公務員法第85条、国会職員法第32条および裁判所職員臨時措置法にそれぞれ規定されている。また地方公務員や自衛隊員については、法律で明文の規定はないものの、国家公務員一般職等と同様と解しうるとされる。

### 懲戒処分と分限処分
懲罰的な意味合いをもつ懲戒処分とは異なり、公務の効率性を保つことを目的として行われる処分として分限処分がある。
懲戒処分と分限処分の両方の適用が可能な場合においては、（例えば免職であれば、どちらの処分によるかで退職手当の扱いなどが異なることから）その選択は任命権者の裁量により、個々の事案に即して適切に判断されるべきものである。よって、前述のとおり懲戒処分と分限処分は目的が異なることから、同一の事由について両者を併せて行うことは、いずれかの処分により職員の身分が失われない限り、可能である。

### 懲戒処分と失職の違い
失職とは、職員に欠格が生じ、それが人事院規則又は当該地方公共団体の条例に定める場合以外であったときに任命権者の処分を要することなく職を失うものである。よって、任命権者による処分の要否という観点から失職と懲戒処分（免職）は異なるものである。

### 懲戒処分の効力など
懲戒処分は、それが適法かつ有効に成立した後は、法令により変更が認められている場合及び公益上その効力を存在させることができない新たな事由が発生した場合でなければ、その効力を消滅させることはできない（懲戒処分を自ら取り消したり、あるいは撤回することはできない）。また、公務員等の懲戒免除等に関する法律に基づく免除の発動により、懲戒処分が免除されることがある。

### 公平審査
懲戒処分の変更または取消を求めるには、一般職国家公務員なら人事院（担当：公平審査局）に審査請求を行う。一般国家公務員の懲戒処分に対する審査請求は、人事院に対してのみ行うことができる。ただし特例として外務職員が外交機密の漏えいによつて国家の重大な利益を毀損したという理由で懲戒処分を受けた場合は、審査請求は外務大臣に対して行う。この場合外務人事審議会の調査を経て外務大臣の採決がされる。
特別職国家公務員である自衛隊員の懲戒処分の審査請求は、防衛大臣に対して行う。この審査請求の裁決は、裁決は防衛人事審議会の議決を経る必要がある。
地方公務員であれば人事委員会又は公平委員会に対して、審査請求を行う。
審査請求に対する裁決に不服がある場合は、裁判所に出訴することができるが、審査請求を行わずに裁判への出訴はできない。
人事院公平審査は裁判ではないが、被処分者がいわば原告となり、処分者が被告、公平委員が裁判官の形式で審査が行われる。傍聴できる公開審査もあるが非公開審査にもできる。代理人を立てることもできるが、裁判同様に弁護士もよいが、裁判とは違うために被処分者が指定した代理人でも構わない。また被処分者、処分者ともに証人を招致することができる。被処分者側から、処分者側の証人出席を求めることもできるが、必要かどうかは公平委員の裁量による。審理は書面（甲が被処分者、乙が処分者）を用意して証拠書類とする。その書面に沿って公平委員が尋問したり、被処分者が処分者または処分者側証人を尋問する。審査は1日ないし2日で行われ、人事院から決定が出されるのに6か月ないし1年ほどかかる。

### 裁量権と司法審査
前述のとおり、非違行為のあった職員に対していかなる懲戒処分を行うかは任命権者の裁量に委ねられているところであるが、前述の不服申立て後に裁判所に出訴した場合、任命権者の裁量権（行政裁量）に対して司法審査（合法・違法の審査）がどの程度及ぶかが問題となる。このことについて、争議行為禁止規定違反等を理由として、税関職員で組合幹部である3名を国家公務員法第82条1号・同3号に基づき懲戒免職としたことに対して、同3名からなされた当該処分の無効確認及び取消訴訟に対する判決において、最高裁は次のように説示し、「処分が社会通念上著しく妥当を欠き、裁量権を乱用したと認められる場合に限り違法であると判断すべき」とした。
「懲戒権者は、懲戒事由に該当すると認められる行為の原因、動機、性質、態様、結果、影響等のほか、当該公務員の右行為の前後における態度、懲戒処分等の処分歴、選択する処分が他の公務員及び社会に与える影響等、諸般の事情を考慮して、懲戒処分をすべきかどうか、また、懲戒処分をする場合にいかなる処分を選択すべきか、を決定することができるものと考えられるのであるが、その判断は、右のような広範な事情を総合的に考慮してされるものである以上、平素から庁内の事情に通暁し、都下職員の指揮監督の衝にあたる者の裁量に任せるのでなければ、とうてい適切な結果を期待することができないものといわなければならない。
それ故、公務員につき、国公法に定められた懲戒事由がある場合に、懲戒処分を行うかどうか、懲戒処分を行うときにいかなる処分を選ぶかは、懲戒権者の裁量に任されているものと解すべきである。もとより、右の裁量は、恣意にわたることを得ないものであることは当然であるが、懲戒権者が右の裁量権の行使としてした懲戒処分は、それが社会観念上著しく妥当を欠いて裁量権を付与した目的を逸脱し、これを濫用したと認められる場合でない限り、その裁量権の範囲内にあるものとして、違法とならないものというべきである。したがつて、裁判所が右の処分の適否を審査するにあたつては、懲戒権者と同一の立場に立つて懲戒処分をすべきであつたかどうか又はいかなる処分を選択すべきであつたかについて判断し、その結果と懲戒処分とを比較してその軽重を論ずべきものではなく、懲戒権者の裁量権の行使に基づく処分が社会観念上著しく妥当を欠き、裁量権を濫用したと認められる場合に限り違法であると判断すべきものである。」

### 司法警察職員に対する懲戒手続の特例
検事総長、検事長または検事正は、司法警察職員が正当な理由がなく検察官の指示または指揮に従わない場合において必要と認めるときは、その者を懲戒しまたは罷免する権限を有する者（警察官であれば公安委員会など）に、それぞれ懲戒または罷免の訴追をすることができ、当該訴追を受理した者は、前項の訴追が理由のあるものと認めるときは、別に法律の定めるところにより、訴追を受けた者を懲戒しまたは罷免しなければならない。

## 士業に対する懲戒処分
士業には、それぞれの根拠法に基づきそれぞれの懲戒権者による懲戒が規定されている。
また、第三者が懲戒手続の開始を申し立てることができるとされていることが多く、このような申立てを懲戒請求という。司法書士、行政書士等一部の士業に対する懲戒請求は、根拠法が「措置をとることを求める」と規定しているため「措置請求」と呼ばれることもある（例として、新潟県行政書士及び行政書士法人の措置請求事務取扱要綱第2条第1項）。

### 弁護士の懲戒処分
弁護士
外国法事務弁護士

### 司法書士の懲戒処分

#### 司法書士法上の懲戒処分
懲戒事由
司法書士が司法書士法または同法に基づく命令に違反したこと（司法書士法第47条柱書）。
懲戒処分の種類
- 戒告
- 二年以内の業務の停止
- 業務の禁止

懲戒請求（措置請求）
何人も、司法書士または司法書士法人に、司法書士法または同法に基づく命令に違反する事実があると思料するときは、法務大臣に対し、当該事実を通知し、適当な措置をとることを求めることができる（司法書士法第49条第1項）。

#### 所属司法書士会による懲戒処分
各司法書士が所属する単位司法書士会においても内規による懲戒処分が規定されている。その懲戒事由および懲戒の種類は各単位会に委ねられている。

### 行政書士の懲戒処分

#### 行政書士法上の懲戒処分
懲戒事由
行政書士法、同法に基づく命令、規則その他都道府県知事の処分に違反したときまたは行政書士たるにふさわしくない重大な非行があったこと（行政書士法第14条柱書）。
懲戒処分の種類
- 戒告
- 二年以内の業務の停止
- 業務の禁止

懲戒請求（措置請求）
何人も、行政書士または行政書士法人について懲戒事由があると思料するときは、当該行政書士又は当該行政書士法人の事務所の所在地を管轄する都道府県知事に対し、当該事実を通知し、適当な措置をとることを求めることができる（行政書士法第14条の3第1項）。

#### 所属行政書士会による懲戒処分
各行政書士が所属する単位行政書士会においても内規による懲戒処分が規定されている。その懲戒事由および懲戒の種類は各単位会に委ねられている。

## 船舶における懲戒処分
船員（船員法第1条に規定する船員）には労働基準法が適用されず（労働基準法第116条）、別途船員法によって船員に対する懲戒が定められている。
海員（船長以外の乗組員）は以下の事項を守らなければならず（船員法第21条）、船長は、海員がこれらの事項を守らないときは、これを懲戒することができる（船員法第22条）。
1. 上長の職務上の命令に従うこと。
2. 職務を怠り、又は他の乗組員の職務を妨げないこと。
3. 船長の指定する時までに船舶に乗り込むこと。
4. 船長の許可なく船舶を去らないこと。
5. 船長の許可なく救命艇その他の重要な属具を使用しないこと。
6. 船内の食料又は淡水を濫費しないこと。
7. 船長の許可なく電気若しくは火気を使用し、又は禁止された場所で喫煙しないこと。
8. 船長の許可なく日用品以外の物品を船内に持ち込み、又は船内から持ち出さないこと。
9. 船内において争闘、乱酔その他粗暴の行為をしないこと。
10. その他船内の秩序を乱すようなことをしないこと。

船長が科すことができる懲戒の範囲は次のとおりである（船員法第23条）。ただし、海員を懲戒しようとするときは、3人以上の海員を立ち会わせて本人及び関係人を取り調べた上、立会人の意見を聴かなければならない（船員法第24条）。
- 10日間以内の上陸禁止（停泊日数のみを算入）
- 戒告

## 学校における懲戒処分
校則に違反した者に対して行われる懲戒処分については、学校・設置者によって異なるが、主に次のようなものがある。
- 退学・放学（除名） - 退学処分の場合その学校は「中途退学（中退）」となるが、放学（除名）処分の場合はその学校に在学していたこと自体が抹消され、復学が認められなくなるばかりか、正式な学歴としても認められなくなる措置も存在する。
- 退学勧告 - 問題行動を起こした生徒・学生に対して、自主退学を促すものである。
- 停学 - 期限に設定の無い無期停学と期限に設定のある有期停学がある。無期停学では本人の反省の状況により解除され、有期停学は本人の姿勢に関係なく期間の満了をもって解除される。よって、無期停学であっても有期停学のそれより短期であることもあり得る。
- 訓告
- 謹慎 - 停学に準じる処分であるが、最近では生徒指導室や図書室、会議室等の別室で勉強する「学校謹慎」もある。
- 特別指導 - 校長や学長・総長に呼び出され説諭される譴責もこの一つ（こちらは公務員の譴責と若干違う）。

懲戒のうち、退学、停学、訓告の処分は校長（大学においては学長の委任を受けた学部長を含む）が行うとされている。また、退学は公立の小中学校、特別支援学校の小学部及び中学部の学齢児童、学齢生徒には行わず（ただし、大学付置の場合は行われると考えられる）、停学、謹慎は国公私立全ての学齢児童、学齢生徒には行わない。
なお学校教育法等による問題行動をおこした小中学生に対する出席停止は学校の秩序を維持し、他の児童生徒の教育権を確保するために生徒児童の保護者に対して発令される行政処分であって、懲戒処分ではない。
退学以外の処分では、処分と同時に自主的な退学の勧告がなされることもある。なお、体罰は学校教育法（昭和22年法律第26号）第11条により禁止され、体罰を加えた職員は逆に懲戒及び刑事処分（暴行罪・傷害罪）の対象となる。
また、叱責は必要な懲戒処分としてあまり問題視されていなかったが、2017年3月に福井県の池田町立池田中学校に通う男子生徒(当時2年生)が学級担任・副担任からの執拗な叱責を苦にし自殺する事件が発生したため、事件を機に同年10月20日、文部科学省は「いたずらに叱責を繰り返すと、ストレスや不安の高まり、自信や意欲の喪失などを招き、精神的に追い詰めることにつながりかねない」と指摘し再発防止の徹底を求める通知を全国の教育委員会に出したため、今後は執拗な叱責を加えた職員は懲戒処分になる可能性が高くなると思われる。
なお、公立学校は、退学、退学勧告、停学、訓告、謹慎の処分を行った場合、その旨を所管教育委員会に報告しなければならないとしている自治体もある。また、校則に違反したことでなくても、違法行為が発覚した場合、これを理由とした懲戒処分が行われることがある。たとえば高校や大学などで、未成年時の飲酒や、刑法犯罪などが検挙された場合、学校が退学処分をする場合がある。
- 除籍 - 懲戒処分ではなく、事務手続きである。卒業、転退学、死亡以外に、学費の滞納や、修業年限を超えた場合、休学できる期間を超えても復学しなかった時、長期に渡り行方不明の場合も除籍となる。

## 家庭における懲戒
俗にお仕置きとも呼ばれることも多い。過去の長いいきさつがあり、改定が行われたのはあくまで最近のことなので、まず、1898年（明治31年）に施行された明治民法から2011年（平成23年）まで、民法第822条にどのように書かれていたか説明する。
- （第一項）親権を行う者は、必要な範囲内で自らその子を懲戒し、又は家庭裁判所の許可を得て、これを懲戒場に入れることができる。
- （第二項）子を懲戒場に入れる期間は、六箇月以下の範囲内で、家庭裁判所が定める。ただし、この期間は、親権を行う者の請求によって、いつでも短縮することができる。

明治民法の規定は戦後の民法改正においても引き継がれたのであった。
ただし第一項の「懲戒場」に該当する施設が実際には存在しなかったため、1項の後半および第二項は実際は意味が無く機能していなかった。そこで、2011年（平成23年）の改定で懲戒場に関する部分は削除され、次のようになった。
- 親権を行う者は、第820条の規定による監護及び教育に必要な範囲内でその子を懲戒することができる（民法第822条）。

つまり、親権者は、子を監護し教育するために、子に不適切な行動などがあれば、懲戒（不適切な行動を改めさせる目的で、身体や精神に苦痛を加えること）を行うができる。懲戒を行うかどうかの決定やその内容は事実上、親権者の裁量に委ねられている。

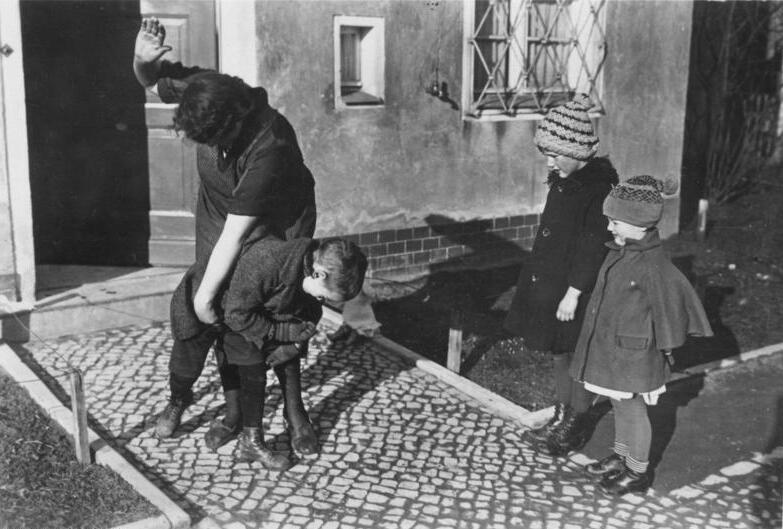
子供の尻を（それなりに手加減しつつ）平手で打つことで懲戒を加えることは昔から行われている

昔から行われていたことは、例えば幼児の場合、幼児が（子供自身や周囲の人に）危険が及ぶような行為などをし、親がそのような行為を「してはいけない」などと何度か注意してもその行動が改まらない時などに、教育（躾け）目的で、しかたなく尻を（それなりに手加減して）平手で打ち、身体の感覚でもって、その行為の深刻さを感じさせ、行動を改めさせる、といったことである。昔このような事が普通に行われていたのは戦前の軍国主義教育の影響が大きいとされている。懲戒はしばしば「せっかん」などと言われていた。
ただし、懲戒は子の利益（820条）のため、また教育の目的を達成するためのものである、とされているので、その目的のために必要な範囲内でのみ認められる。この範囲を逸脱してまで過度の懲戒を加えると「懲戒権の濫用」と見なされる場合があり、特に暴力や大声で怒鳴りつけることは傷害罪・暴行罪等の犯罪を構成している、と見なされたり、児童虐待と見なされる可能性もある。

## 懲戒処分情報の扱い
国家公務員における公表
国家公務員に対する戒告以上の懲戒処分は平成15年に制定された「懲戒処分の公表指針」に基づき原則公開となるため、組織名・職名等が公表される。（ただし、例外として、「被害者又はその関係者のプライバシー等の権利利益を侵害するおそれがある場合等」の、公表が「適当でないと認められる場合」は、「公表内容の一部又は全部を公表しないことも差し支えない」とされている。）
諭旨免職（「依願退職」「自己都合退職」）は法律に定められた処分ではないので、記載の必要は無く、処分した側の記録にも残らない。（また、通常、退職金や年金等も支払われる。）
履歴書
法律の規定によってなされた懲戒処分について、「懲戒処分は、法律で定められた処分であるから、事務手続きが必要であり、処分の履歴として残る。従って、懲戒処分を受けたことのある者は、履歴書の賞罰欄に、その旨を記載しなければならない」との意見がある。だが、これは誤りだとする見解もある。「『前科及び犯罪経歴は人の名誉・信用に直接かかわる事項であり、前科等のある者もこれをみだりに公開されないという法律上の保護に値する利益を有する』と判示した最高裁判決がある。「自ら過去の前科等を開示することを強制されないということをも含むことは当然である」とする意見もある。
ただし、履歴書には、何年に某組織（法人）を「退職」した、等の記載は必要である。（公職選挙の候補者がこれを隠蔽すれば公職選挙法違反となりうる）。

## 懲戒処分と給与・退職金などの減額・消失
公務員
懲戒処分を受けた場合は「勤務成績が良好でない者」とされることから、賞与時における勤務成績に影響が現れる（ボーナスカット）とともに、処分の程度によっては昇給時期の延伸もしくは昇給額の抑制等後々の人事面においても様々な不利益を被ることになる。
停職処分に科されている期間中は原則として職務に従事することを停止される（＝勤務しなかった期間とみなされる）ため、当該処分を受けた月に属する期の期末手当（賞与）に影響が現れる。
公務員における分限については、いわゆる「懲戒免職」は通常、任命権者が所轄機関から解雇予告の除外認定を受けているので、懲戒免職された者は退職金は支給されず、職域年金相当部分の減額などの制裁を受けることになる。